# La Cienega Boulevard

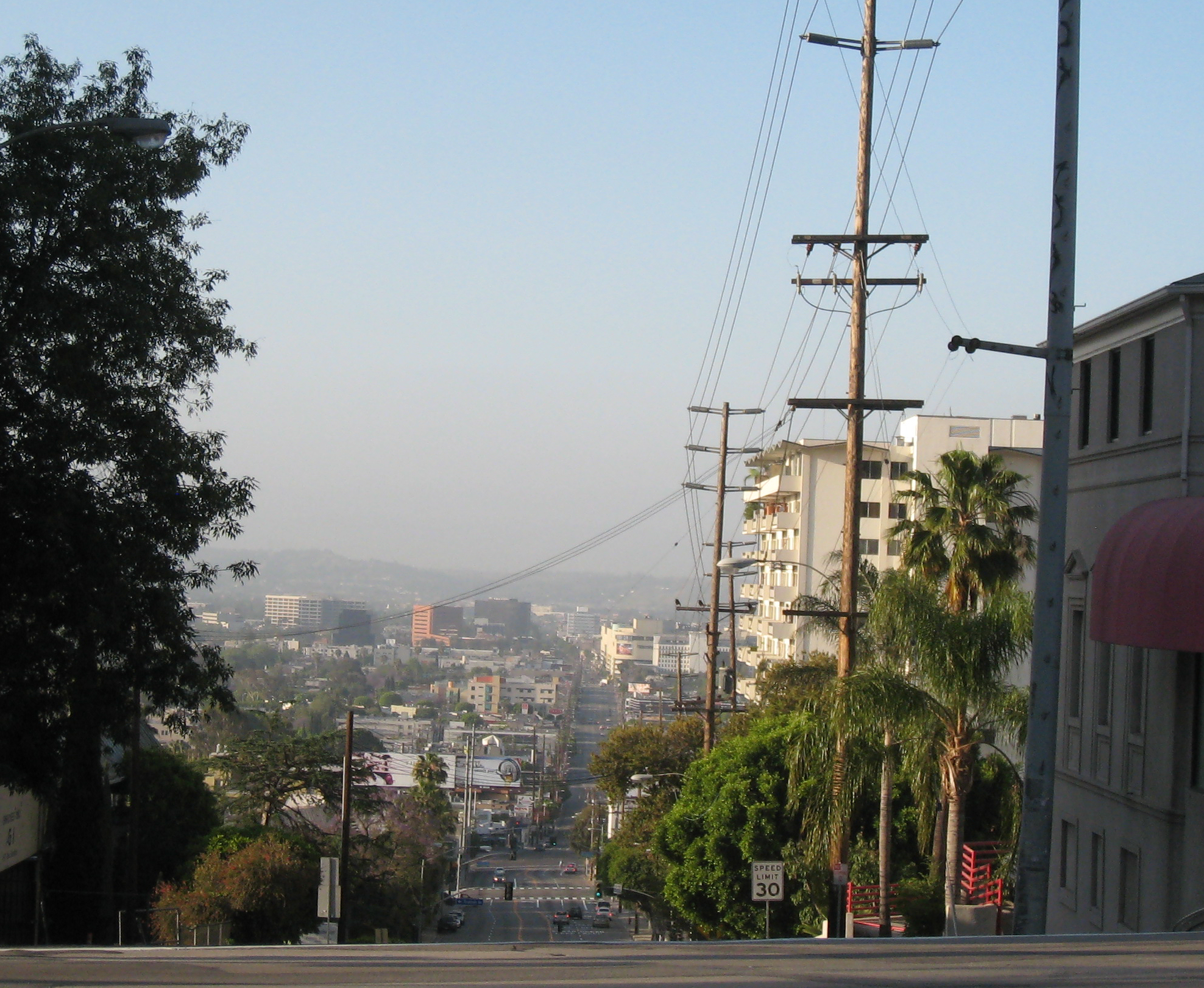
Widok na La Cienega Boulevard ze skrzyżowania z Sunset Boulevard

La Cienega Boulevard – ulica w hrabstwie Los Angeles biegnąca z południa na północ. Zaczyna się w mieście El Segundo kończy przy Sunset Strip/Sunset Boulevard. Nazwa pochodzi od nazwy rancza "Las Ciénegas" znajdującego się na terenie dzisiejszego West Hollywood. La Ciénaga po hiszpańsku oznacza "bagno".